# Alchemical: Volume 1
Alchemical: Volume 1 es el EP debut de la cantante y actriz estadounidense Dove Cameron, publicado el 1 de diciembre de 2023 a través de Disruptor Records y Columbia Records. El EP es principalmente un disco de pop y pop alternativo, con letras centradas en el amor, el dolor y la autorreflexión.
Dos sencillos, «Boyfriend» y «Breakfast», precedieron a “Alchemical: Volume 1”. «Boyfriend» se hizo viral en la aplicación para compartir vídeos TikTok, recibió elogios de la crítica y alcanzó el top 20 de la lista estadounidense «Billboard» Hot 100. Tras su lanzamiento, el EP recibió críticas generalmente positivas, con elogios hacia la composición y la voz de Cameron.

## Antecedentes y lanzamiento
Tras varios lanzamientos de sencillos, Cameron anunció en 2022 que había comenzado a trabajar en un nuevo EP y lanzó el sencillo «Boyfriend», que se hizo viral en TikTok y alcanzó el top ten en varios países.  Tras su lanzamiento, Cameron reinició su catálogo musical público y eliminó sus antiguos lanzamientos de todos los servicios de streaming. Señaló que había cambiado su próximo EP por un álbum en dos partes titulado «Alchemical».  Sobre la división del álbum, Cameron señaló que «sentía que estaba escribiendo las dos mitades en estados mentales muy diferentes», calificándolo de «un cambio sonoro radical». 
El 24 de julio de 2023, Dove declaró a la revista Variety que estaba a punto de terminar el disco. El EP se lanzó el 1 de diciembre de 2023.

## Composición

### Géneros y temas
Alchemical: Volume 1 es principalmente un álbum de pop, alternative pop, y goth-pop».  El contenido lírico del EP se centra en el amor, las rupturas, la autorreflexión y el dolor, y fue descrito como «un espejo en el que se refleja la compleja y admirablemente equilibrada personalidad de [Cameron]».  El EP también incorpora una mezcla de baladas, elementos orquestales, música electrónica y breakdowns. La escritora de Washington Square News Eleanor Jacobs señaló que el equipo de producción «utiliza la deconstrucción y no teme el desorden como medio para reflejar la honestidad de Cameron».
Cameron ha declarado que su mayor inspiración fue su madre y el poeta estadounidense Jack Gilbert, y ha añadido que le encanta leer poesía que «resulte tan humana que [le] recuerde que somos eternos, porque todas estas experiencias son tan variadas y tan numerosas que, en realidad, son universales».

### Música y letra
El EP comienza con la canción «Lethal Woman». La canción fue descrita como una «declaración inicial dramática» y la voz de Cameron fue comparada con la de un villano de Disney. La letra de la canción se centra en una mujer que Cameron conoció en una fiesta y que irradiaba «confianza, sensualidad y peligro». A continuación viene la sombría balada «Still», que fue comparada con «Carol of the Bells» de Mykola Leontovych. Michael Cragg señaló que la «voz sensual de Cameron añade una dimensión siniestra».
«Breakfast» fue descrita como una «canción vulnerable impregnada de rabia». Cameron señaló que «surgió de conversaciones vulnerables en el estudio» y se basó en una experiencia que tuvo en la que había «una dinámica de desequilibrio de poder en una relación con un hombre heterosexual». Añadió que, mientras escribía la canción, se sumergió «en una honestidad radical para mantener conversaciones que antes se silenciaban, como destacar a la comunidad LGBTQ+ y otros grupos marginados».
A esta le siguió «Sand», considerada la canción más destacada del EP, que hablaba de una relación tóxica y no correspondida, «capturando la complejidad de navegar por una relación en la que el amor es desequilibrado». La composición de la canción recibió elogios, siendo calificada de «poética e impactante». Cameron escribió originalmente la canción como un poema. «White Glove» fue calificada como «camp-pop» y se centra en llevar una vida de lujo con «sexo, dinero y drogas». La canción fue comparada con la oscuridad de la primera pista. «God's Game» fue descrita como inquietante, en la que Cameron canta sobre la «imprevisibilidad del amor» y la vulnerabilidad, señalando que «[ella] no es un hogar para [alguien]». En la canción, Cameron reflexiona sobre su carrera.
«Boyfriend» fue aclamada como un himno queer. La canción «merodea con un aire seductor en medio de erupciones volcánicas de ritmos». El EP concluye con «Fragile Things», considerada etérea y serena, en la que Cameron establece un paralelismo «entre su relación romántica condenada al fracaso y una casa llena de cosas frágiles». Cameron utiliza su voz grave y sensual en el final, acompañada por un piano lento y agudo antes de incorporar cuerdas de forma entrecortada. La canción fue comparada con un vals melancólico que compara una antigua relación con una casa en ruinas.

## Recepción crítica
Tras su lanzamiento, el EP recibió críticas generalmente positivas. El escritor de Dork Martyn Young calificó el EP como «breve, incisivo y directo». Calificó a Cameron como una estrella en ascenso y señaló que el EP «te deja con ganas de más de un artista al borde de la gloria pop».  Eleanor Jacobs, escritora de Washington Square News, también elogió la composición del EP, aunque señaló algunas críticas a la lista de canciones, ya que consideraba que «el arreglo emocional parece demasiado intencionado para crear una narrativa continua dentro de la lista de canciones, pero tal vez su objetivo sea establecer una división entre el pasado y el presente del artista».  Calificó el EP como «repleto de recuerdos, así como de un anhelo de sanación y conclusión». 
La escritora de The Statesman Clare Gehlich elogió el EP y consideró que era «la culminación de la música que Cameron ha compuesto para procesar y expresar el trauma vinculado a sus relaciones pasadas con momentos de autodescubrimiento».  El escritor de The Guardian Michael Cragg le dio al EP tres estrellas y comparó a Cameron con Billie Eilish y Lana Del Rey.  Por el contrario, otro escritor del mismo periódico consideró que el EP era un fracaso y lo calificó de «experimento fallido».  Calificó a Cameron de «oveja negra» entre las ex-estrellas de Disney convertidas en estrellas del pop Olivia Rodrigo y Sabrina Carpenter, y criticó la producción del EP.

## Promoción
Cameron había declarado que se embarcaría en una gira en 2024, aunque finalmente no llegó a realizar ninguna.

### Sencillos
«Boyfriend» se lanzó como sencillo principal el 11 de febrero de 2022. La canción se convirtió en un éxito comercial y alcanzó el puesto 16 en la lista «Billboard» Hot 100, convirtiéndose en la primera entrada de Cameron desde 2015. En junio de 2024, la Recording Industry Association of America (RIAA) le otorgó la certificación doble platino. Se lanzó un videoclip al mismo tiempo, que desde entonces ha superado los 90 millones de visitas.
El segundo sencillo del EP, «Breakfast», salió a la venta en junio de 2022, acompañado de un videoclip en respuesta a la revocación de la sentencia Roe contra Wade. El vídeo ganó el premio Video for Good en los 2023 MTV Video Music Awards.
El 20 de octubre de 2023, el sencillo promocional «Lethal Woman» salió a la venta junto con la preventa del EP. «Sand» se lanzó como segundo sencillo promocional del EP, acompañado de un videoclip en el que aparece Josh Beauchamp.

## Rendimiento comercial
Alchemical: Volume 1 debutó en el puesto 41 de la UK Album Downloads Chart. 

## Lista de canciones
| Alchemical: Volume 1 track listing |                  |             |          |  |
| N.º                                | Título           | Producer(s) | Duración |  |
| 1.                                 | «Lethal Woman»   | Connor      | 2:06     |  |
| 2.                                 | «Still»          | Connor      | 3:09     |  |
| 3.                                 | «Breakfast»      | Evan Blair  | 2:28     |  |
| 4.                                 | «Sand»           | Tejada      | 3:39     |  |
| 5.                                 | «White Glove»    | Connor      | 2:30     |  |
| 6.                                 | «God's Game»     | Connor      | 2:44     |  |
| 7.                                 | «Boyfriend»      | Blair       | 2:33     |  |
| 8.                                 | «Fragile Things» | Connor      | 3:33     |  |
| 22:45                              |                  |             |          |  |

## Personal
Músicos
- Dove Cameron – voz principal (todas las pistas), coros (pista 4)
- Ryan Daly – coros (pista 1)
- Connor McDonough – coros (pista 1)
- Riley McDonough – coros (pista 1)
- Toby McDonough – coros (pista 1)
- Allie Stamler – violín (pistas 2 y 8)
- Jordan K. Johnson – batería, teclados, programación (pista 4)
- Stefan Johnson – batería, teclados, programación (pista 4)
- Michael Pollack – teclados (pista 4)
- Isaiah Tejada – programación (pista 4)
- Evan Blair – coros, bajo, batería, guitarra, piano (pista 7)

Técnico
- Dale Becker – masterización (pistas 1, 2, 4–6)
- Eric Lagg – masterización (pista 7)
- Rich Costey – mezcla (pistas 1, 2, 4–6)
- Alex Ghenea – mezcla (pista 3)
- Evan Blair – ingeniería (pistas 3, 7)
- Stefan Johnson – ingeniería (pista 4)
- Jeff Citron – asistencia de ingeniería (pistas 1, 2, 4–6, 8)
- Brady Wortzel – asistencia de ingeniería (pista 4)

## Charts
| Chart (2023–2024)                       | Position |
| --------------------------------------- | -------- |
| Reino Unido UK Album Downloads Chart    | 41       |
| Estados Unidos (Top Heatseekers Albums) | 6        |

## Historial de lanzamiento
| Región  | Fecha                  | Formatos                    | Discográfica        | Ref.   |
| ------- | ---------------------- | --------------------------- | ------------------- | ------ |
| Mundial | 1 de diciembre de 2023 | Descarga digital, streaming | Disruptor, Columbia | [ 26 ] |